# Гудзь Віктор Васильович
Гудзь Віктор Васильович — доктор історичних наук, професор.
Гудзь Віктор Васильович (23.05.1952, с. Краснопіль, Чуднівського р-ну, Житомирської обл.) — заслужений працівник освіти України (2007).

## Біографія
Народився в селянській сім'ї у с.Краснопіль Чуднівського району Житомирської області 23.05.1952. Закінчив Іванопільську середню школу. Працював робітником Подільського заводу будматеріалів і конструкцій (м.Київ). У 1971-1973 рр. служив у радянській армії. У 1979 закінчив з відзнакою історичний факультет Київського державного університету ім. Т.Шевченка за спеціальністю «Історик, викладач історії, історії КПРС і суспільствознавства». В Мелітопольському державному педагогічному університеті працює з 1979 р. дотепер.  У 1979—1982 асистент кафедр марксизму-ленінізму, історії КПРС та культурології. У 1982-1985 рр.— аспірант МДУ ім.М.Ломоносова. У 1987 р. захистив дисертацію кандидата історичних наук з теми історіографії періоду громадянської війни в Росії. З 1992 р. - доцент кафедри історії й культурології. З 2001 по 2007 — завідувач кафедри історії, з 2005 — професор кафедр історії, історії та правознавства. На теперішній час обіймає посаду професора кафедри історії, археології і філософії МДПУ ім. Б. Хмельницького. Має звання: доктор історичних наук (2019), професор. Депутат Мелітопольської міської ради у 1990-1994 рр.  
Громадська діяльність
Голова правління Мелітопольської міської організації ВУТ «Просвіта» ім. Т. Г. Шевченка (з 1989). Голова Мелітопольської міської організації Конгресу українських націоналістів (з 1995), член Головного проводу КУН. 
Наукові зацікавлення
Науковими інтересами є: історіографія голодомору 1932—1933 рр., етнолінгвістичні проблеми сучасної України, наукова спадщина Дмитра Донцова, махновський рух. Засновник і редактор «Наукового вісника МДПУ. Історико-філософська серія» (5 випусків у 2001—2009). Заступник редактора журналу "Наукова парадигма". Автор 245 наукових праць, у тому числі: підручника «Історія України», рекомендований МОН для ВНЗ України (2 видання: К., 2003, К., 2008), 11-ти навчальних посібників. Авторська монографія "Історіографія Голодомору 1932–1933 років в Україні" (Мелітополь, 2019). Автор розділів у 16 колективних монографіях — "Народи Північного Приазов’я (етнічний склад та особливості побутової культури) (Запоріжжя,1997); «Етнокультурні процеси в Запорізькому краї у ХІХ — ХХ ст.» (Мелітополь – Москва, 2001); «Етнокультурний ландшафт Північного Приазов'я» (Сімферополь, 2004); "Вища педагогічна освіта і наука України: історія, сьогодення та перспективи розвитку. Запорізька обл." (К., 2009);   "Українське радянське суспільство 30-х рр. ХХ ст.: Нариси повсякденного життя". (К., 2012); Nad Wisłą і Dnieprem. Polska і Ukraina w przestrzeni europejskiej – przeszłość і teraźniejszość" (Warszawa-Toruń, 2019). та ін.

## Досягнення
- Відмінник освіти України (2000)
- Заслужений працівник освіти України (2007)

- Орден “За заслуги перед Запорізьким краєм” III ступеня (2018)
- Медаль «Будівничий України» Всеукраїнського товариства «Просвіта» ім. Тараса Шевченка (2008)